# Alpinia uraiensis
Alpinia uraiensis är en enhjärtbladig växtart som beskrevs av Bunzo Hayata. Alpinia uraiensis ingår i släktet Alpinia och familjen Zingiberaceae. Inga underarter finns listade i Catalogue of Life.